# Florian Voß

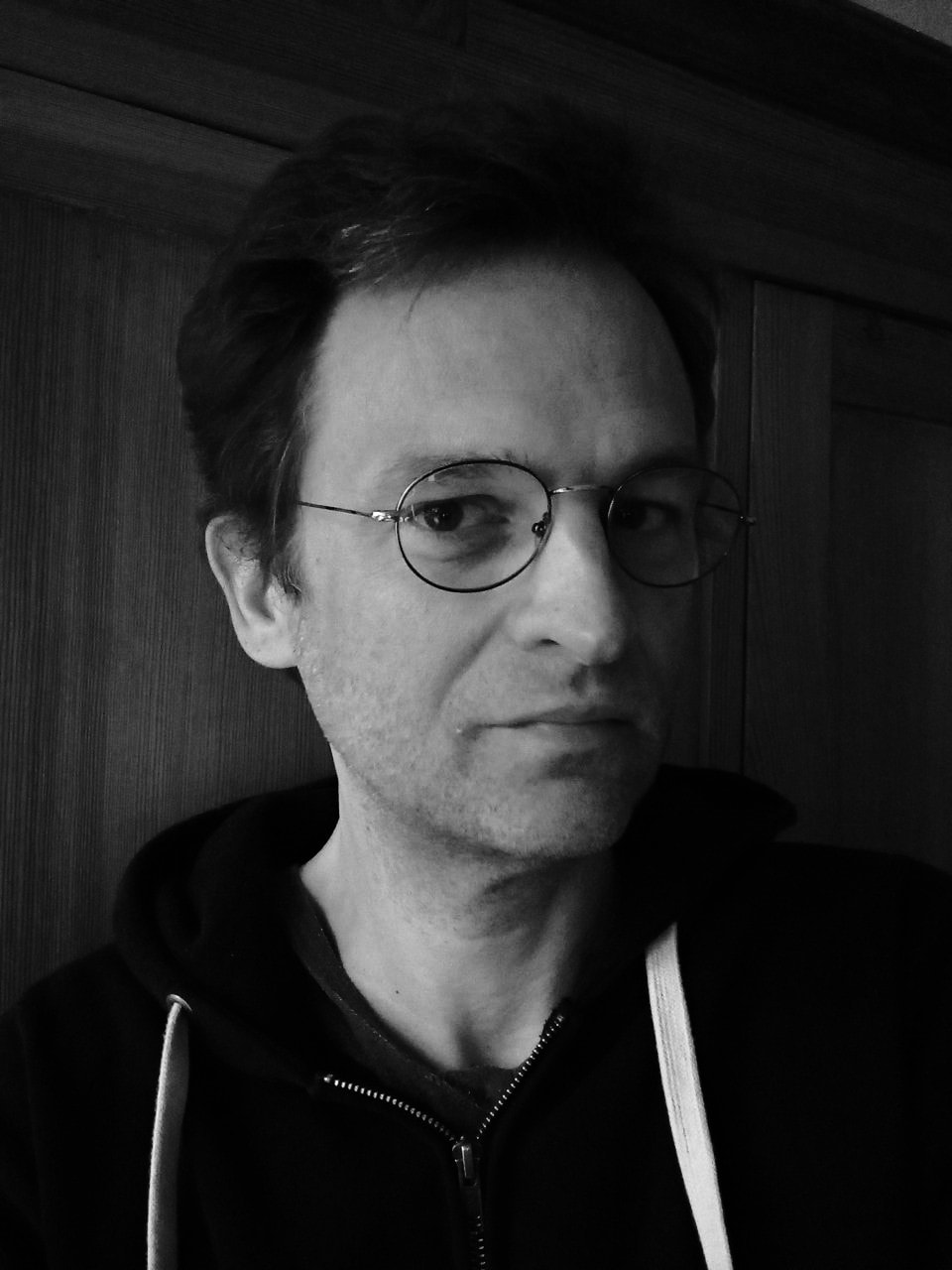
Florian Voß, 2021

Florian Voß (* 29. April 1970 in Lüneburg) ist ein deutscher Autor, Herausgeber, Verlagslektor und Game-Designer.

## Leben
Florian Voß wurde als Sohn des Schauspielers Reinhold Voß und der Balletttänzerin Johanna-Maria Voß geboren. 1979 zog Voß zusammen mit seinen Eltern nach Karlsruhe. Nachdem er 1987 die Schule verlassen hatte, arbeitete er als Filmvorführer und Diskettenkopierer. Zu der Zeit entstanden auch seine ersten (nicht publizierten) Theaterstücke und Romane sowie eine große Anzahl von Gedichten. 1990 übersiedelte Voß nach Berlin, wo er verschiedenen Tätigkeiten nachging, unter anderem als Kunstkritiker für das Magazin Leonce. In den 1990er Jahren arbeitete er vorwiegend als bildender Künstler, bevor er ab der Jahrtausendwende literarische Texte veröffentlichte. Zudem moderierte er das lauter-niemand-Autorenforum und diverse andere Lesereihen. 2002 und 2003 arbeitete er als Redakteur bei lyrikline.org in der Literaturwerkstatt Berlin und 2006 im Literaturhaus Berlin. Von 2007 bis 2009 kuratierte er die Reihe Poets Corner beim Poesiefestival Berlin.
Von 2012 bis 2016 war er Lektor und Herausgeber der Reihe Lyrikedition 2000 im Allitera Verlag. Dort publizierte er Gedichtbände u. a. von Markus Hallinger, Lothar Quinkenstein, Marius Hulpe und Frank Schmitter. Von 2012 bis 2017 schrieb er den literarischen Blog Verbotene Zone. Von 2015 bis 2017 machte er eine Ausbildung zum Game-Designer. Von 2017 bis 2020 arbeitete er als Autor und Game-Designer bei dem Spiele-Entwickler Experimental Game/gamebook.io. Seit 2020 arbeitet er wieder freiberuflich, zudem als Dozent für Lyrik an der SRH Hochschule der populären Künste.
Er ist Mitgründer des PEN Berlin. Florian Voß lebt in Berlin.

## Werke
Als Autor
- Das Rauschen am Ende des Farbfilms, (Gedichte), Lyrikedition 2000, München 2005.
- Schattenbildwerfer, (Gedichte), Lyrikedition 2000, München 2007.
- Bitterstoffe (Roman), Rotbuch Verlag, Berlin 2009.
- Datenschatten, Datenströme, Staub (Gedichte), Verlagshaus J. Frank, Berlin 2011.
- In Flip-Flops nach Armageddon (Gedichte), Verlagshaus J. Frank, Berlin 2013.
- Die Ruinen von Vinatur (Fantasy-Roman), Amazon, 2022

Als Herausgeber
- Walter Calé - Jugendstil und Todessehnsucht, Edition Fremde Fahnen (Privatdruck), Berlin 2004 (Broschüre zum 100sten Todestag).
- Georg Heym – Ich bin von dem grauen Elend zerfressen, Lyrikedition 2000, München 2012.
- Weltkrieg! Gefallene Dichter 1914–1918, Lyrikedition 2000, München 2014.

Als Autor und Game-Designer
- Mission X - Dark Ride, Carlsen Verlag, Hamburg 2016 und 2017 (App für IOS und Android), (Autor).
- My love - More than friends, gamebook.io, Berlin 2018 (App für IOS und Android), (Co-Autor).
- My love - More than friends 2, gamebook.io, Berlin 2019 (App für IOS und Android), (Co-Autor).
- My love - New York Dragon, gamebook.io, Berlin 2019 (App für IOS und Android), (Autor).
- Gothic 1881, Steam 2020 (Spiel für PC), (Autor und Game-Designer).

## Preise und Auszeichnungen
- 2001: Arbeitsstipendium des Berliner Senats
- 2007: Aufenthaltsstipendium im Künstlerdorf Schöppingen
- 2010: Aufenthaltsstipendium im Künstlerhaus Lukas in Ahrenshoop
- 2023: Arbeitsstipendium des Berliner Senats